# Schronisko PTTK w Komańczy
Leśna Willa PTTK im. Ignacego Zatwarnickiego (dawne Schronisko PTTK w Komańczy, zwane również „Pod Kuźnią”, „Podkowiata”) – obiekt noclegowy PTTK (dawne schronisko turystyczne), położony w Komańczy-Letnisku. Znajduje się w zbudowanej w latach 1933–34 drewnianej willi letniskowej. Do 1964 budynek był dzierżawiony przez Oddział PTTK w Rzeszowie i prowadzona tu była stacja turystyczna. W tymże roku budynek został przez Towarzystwo zakupiony. W 1974 w schronisku przeprowadzono kapitalny remont (trwający półtora roku). Na początku lat 90. schronisko i otaczające je domki letniskowe ucharakteryzowano na styl „country”.
W dniu 28 listopada 2010 roku schronisko otrzymało imię Ignacego Zatwarnickiego - sanockiego działacza turystycznego i przewodnika

## Szlaki turystyczne
- Puławy – Tokarnia (778 m n.p.m.) – Przybyszów – Kamień (717 m n.p.m.) – Komańcza – Prełuki – Duszatyn – Jeziorka Duszatyńskie – Chryszczata (997 m n.p.m.) (Główny Szlak Beskidzki)